# طابية أم درمان
تجمع الطابية في السودان على طوابي، وهي عبارة عن استحكامات عسكرية دفاعية وهجومية. وهي في الأصل بناء عسكري في شكل خندق عميق ساتر مبني من الطوب والطين والحجارة بها فتحات تبعد كل فتحة عن الأخرى 92 سم تقريباً، تُسمى المزاقل، وعليها عدة أبراج للمدفعية.

## تاريخ الطوابي في السودان
اشتهرت الطوابي في السودان بمدينة أم درمان التي كانت عاصمة للدولة المهدية. وكانت الطوابي معروفة  قبل مجيء جيوش محمد علي باشا للسودان وقبل الحكم التركي المصري، وبنيت حين ذاك قرب النيل، إلا أن أول الطوابي التي بنيت في عهد المهدية كانت في منطقة فركة حيث أمر بتشييدها الأمير عثمان أزرق لصد قوات الغزو الإنجليزي المصري، وأما الأمير محمد ود بشارة فقد أمر ببناء ثلاثة طوابي في الحفير كان لها الفضل في إعاقة تحرك جيش السر دار كتشنر الذي لم يتمكن من التفوق إلا بصعوبة بالغة بمساعدة المدفعية الضاربة لأسطول النهر، وكان ذلك في عام 1896م . وقد بنى الأمير يونس ود الدكيم لاحقاً طوابي في كل من جبرة، صحراء بيوضة والمتمة على ضفة نهر النيل.

## أشهر الطوابي في السودان
تعد طابية أمدرمان من أشهر الطوابي في البلاد، وقد استعملت في فترة حصار الخرطوم، وتقع شمال أبو سعد بأمدرمان، بنيت على مرتفع من الأرض قبالة طابية المقرن وعلى بعد 500 متر من الشاطئ وهي نفس المنطقة التي عسكر بها الإمام المهدي عند حصار الخرطوم، وقد كان هنالك اتصال تلغرافي بين هذه الطابية والسراي في الخرطوم.
وبعد زيادة حركة البواخر بين الخرطوم وشندي ازداد الاتصال بين المدينتين مما حدا بالإمام المهدي أن يأمر ببناء طابيتي شمبات والحلفاية لكي تتمكن قوات المهدية من إيقاف أو الحد من حركة البواخر، وقد بنيت ثلاثه طوابي حول طوابي أمدرمان لزيادة الضغط عليها.
إلا أن الطابية التي اشتهرت في الإعلام السياحي هي طوابي الموردة.
أما بناء الطوابي في مضيق شلال السبلوقة فقد تم بعد ازدياد اهمية تشييد الطوابي في عهد عبد الله التعايشي، إذ إنه ونسبة لقرار مجلس الشوري وبناء على اقتراح تقدم به الأمراء إبراهيم الخليل وعثمان دقنة صدر قرار من الخليفة عبد الله بتولي الأمير يعقوب ويوسف منصور مستشار المدفعية، الذي اهتم بتخطيط نظامها الدفاعي ومواقعها المناسبة، لذا عليه تم بناء طابيتين عند المدخل الشمالي لمضيق شلال السبلوقة ولا زالت بقايا إحداهما ترى على الضفة اليمنى لنهر النيل .

## أسماء الطوابي وقادتها في عهد المهدية
تمّ لاحقاً تم بناء 17 طابية في أم درمان على طول ستة أميال حيث كانت كل طابيتين من هذه الطوابي تحت إشراف أمير . كان المسئول في الضفة اليمنى هو الأمير عيسى زكريا والضفة اليسرى الأمير سيد جمعة، وزودت بمدافع كروب ومدافع أوردي ومدافع متراليوز ومدافع شركيبا وكانت مسمياتها في حينها على النحو التالي:
طابية بيت الأمانة تحت قيادة محمد عبد الله .
طابية السجن تحت قيادة إدريس الساير .
طابية بوابة عبد القيوم  تحت قيادة عبد القيوم .
طابية الباب الكبير تحت قيادة  الطريفي ربيع .
طابية سوق الصمغ تحت قيادة الطريفي ربيع .
طابية المواليد تحت قيادة  الشريف حميدان .
طابية الشقير تحت قيادة  حاج علي الدغيص .
طابية خور شمبات تحت قيادة البدر رجب .
طابية السراية تحت قيادة  الرشيد كرومة .
طابية المقرن.
طابية توتي الشمالية تحت قيادة علي عبد الجبار .
طابية توتي الجنوبية تحت قيادة علي عبد الجبار .
طابية شمبات تحت قيادة  محمد فايت .
طابية الصبابي تحت قيادة عيسي زكريا.
وزارة التنمية البشرية والآثار والسياحة